# Municipio de Indiana (Pensilvania)
El municipio de Indiana (en inglés: Indiana Township) es un municipio ubicado en el condado de Allegheny en el estado estadounidense de Pensilvania. En el año 2000 tenía una población de 6809 habitantes y una densidad poblacional de 148.4 personas por km².

## Geografía
El municipio de Indiana se encuentra ubicado en las coordenadas 40°34′02″N 79°52′49″O / 40.56722, -79.88028.

## Demografía
Según la Oficina del Censo en 2000 los ingresos medios por hogar en la localidad eran de $55 168 y los ingresos medios por familia eran $65 110. Los hombres tenían unos ingresos medios de $50 481 frente a los $33 914 para las mujeres. La renta per cápita para la localidad era de $27 068. Alrededor del 6,4% de la población estaban por debajo del umbral de pobreza.